# Vitez
Vitez – miasto w Bośni i Hercegowinie, w Federacji Bośni i Hercegowiny, w kantonie środkowobośniackim, siedziba gminy Vitez. W 2013 roku liczyło 6329 mieszkańców, z czego większość stanowili Chorwaci.